# Nodulosphaeria jaceae
Nodulosphaeria jaceae är en svampart som först beskrevs av L. Holm, och fick sitt nu gällande namn av L. Holm 1957. Nodulosphaeria jaceae ingår i släktet Nodulosphaeria och familjen Phaeosphaeriaceae.  Arten är reproducerande i Sverige. Inga underarter finns listade i Catalogue of Life.